# カイ・クロープ
カイ・クロープ（タイ語: ไข่ครอบ, タイ語発音: [kʰàj kʰrɔ̂ːp], khai khrop または kai krob）もしくはカイ・クー（ไข่คู่, 発音 [kʰàj kʰûː], khai khu）とは、タイ南部に位置するソンクラー県の伝統食である。上半分を切り落としたアヒル卵の殻に卵黄を二つ入れ、塩水に漬けて日持ちを良くしたもの。塩蔵によって卵黄は締まって塩味がつく。蒸してから米飯やカオ・トム（粥）の副食として食べるか、あるいはほかの食材と合わせて料理に用いる。

## 歴史
ソンクラー県の漁村では、晒し加工を行なっていない綿糸で漁網を編んでいる。ほつれを防ぎ沈みをよくするため、漁網には定期的にアヒル卵の卵白が塗られる。余った卵黄はカイ・クロープとして保存されることになる。

## 製法

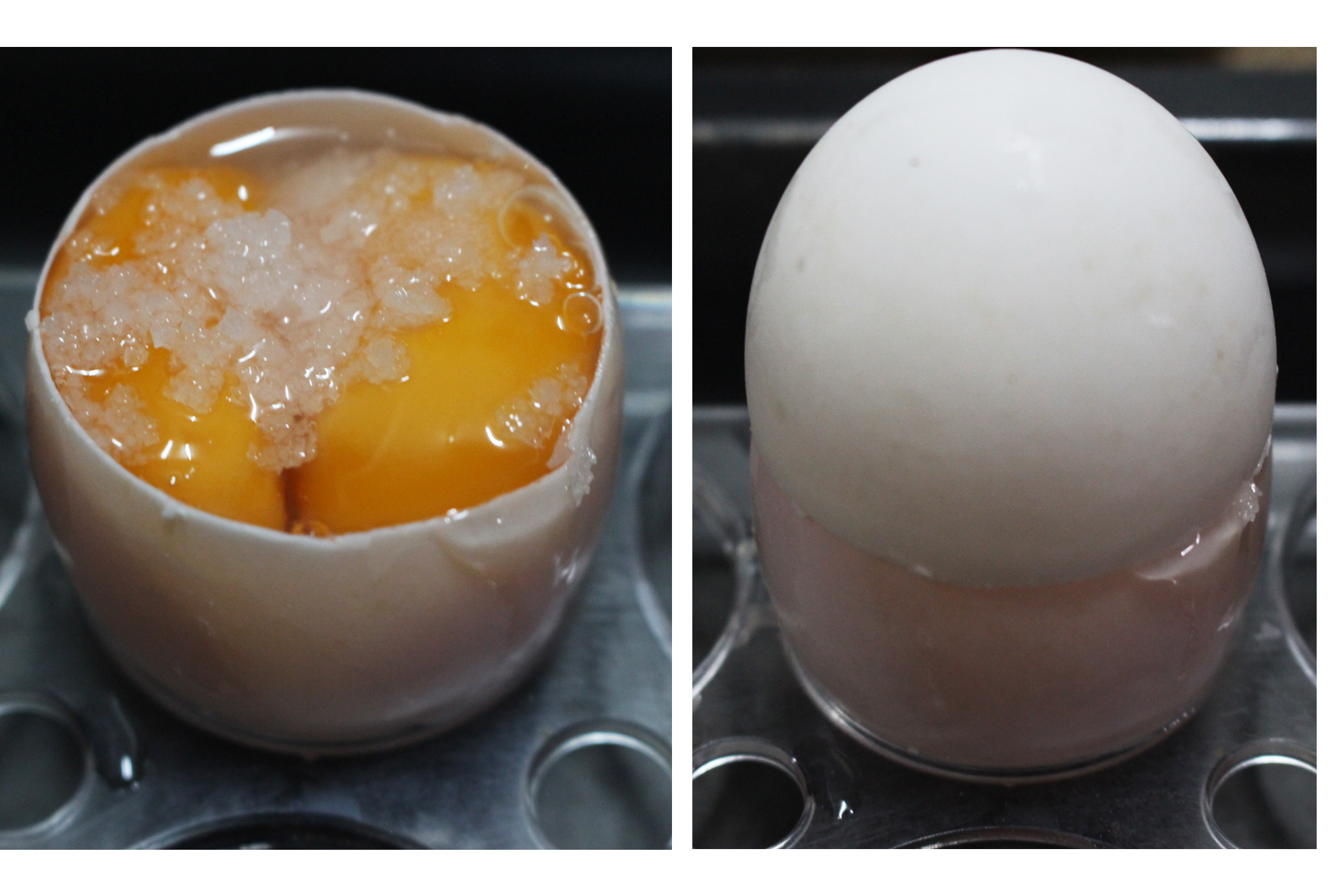
伝統的な作り方。

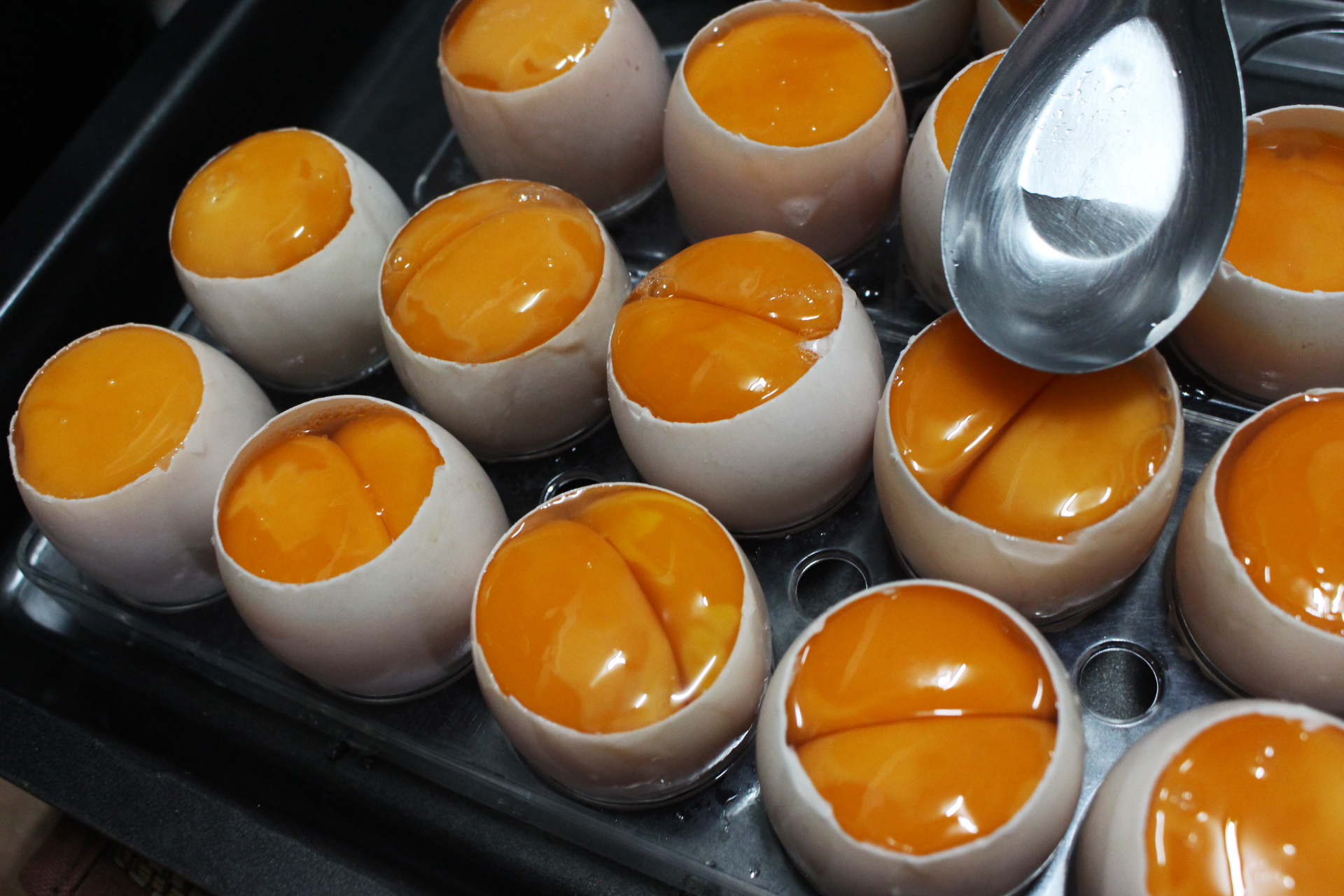
現代の作り方。

### 伝統的な製法
伝統的な製法は以下のようなものである。アヒル卵の殻の上半分を切り落とし、底に塩を敷く。卵黄を二つ合わせて殻に入れ、その上からさらに塩をかける。その後、数日にわたって天日干しにする。日に当てていない間は切った殻を被せて昆虫や埃が入らないようにする。カイ・クロープの名はこの過程を指しており、タイ語で「カイ」は「卵」を、「クロープ」は「覆う」を意味する。天日干しの後に蒸すと数日にわたって保存することができる。

### 現代の製法
近年でもカイ・クロープは一般的に食べられているが、余った卵黄の保存という起源を離れて産業的に生産される食品となった。そのため、加工時間が短く衛生面でも優れた生産方式が導入された。まずアヒル卵を水で洗い、殻に適度な大きさの穴を開けて中身を取り出す。手作業で卵黄と卵白を分け、卵黄をまとめて真水に漬ける。上部を切り取った卵の殻に卵黄を二つずつ手で入れ、さらに塩水を注いでから埃が入らないように殻を覆う。一つ一つの卵に切った殻を被せていくのは手間がかかるため、多数の卵を並べて一度に大きなカバーをかけるようになった。数時間おいた後に蒸しを入れると完成である。全体に火を通すが、黄身の中央が半熟になるように仕上げる。

## 食べ方
カイ・クロープはそれ以上調理せずに食べることができる。単独で食べる場合もあれば、サイドディッシュにもなる。タイ南部出身者はカレーと米飯、もしくはカオ・トム（粥）の副食物とする。地域によっては、カイ・クロープの薄切りを刻み野菜、刻み唐辛子、醤油、砂糖、ライム果汁と和えてスパイシーなサラダを作る。
カイ・クロープはカイケム（アヒル卵の塩漬け）と似ているが、卵白を使わない点で異なる。また卵黄はより柔らかく、塩気は強くない。